# Thiruverumbur
Thiruverumbur es una ciudad y nagar Panchayat situada en el distrito de Tiruchirappalli en el estado de Tamil Nadu (India). Su población es de 23156 habitantes (2011). Se encuentra a 9 km de Tiruchirappalli y 44 km de Thanjavur.

## Demografía
Según el censo de 2011 la población de Thiruverumbur era de 23156 habitantes, de los cuales 11567 eran hombres y 11589 eran mujeres. Thiruverumbur tiene una tasa media de alfabetización del 89,65%, superior a la media estatal del 80,09%: la alfabetización masculina es del 94,67%, y la alfabetización femenina del 84,65%.